# Callilitha boharti
Callilitha boharti är en fjärilsart som beskrevs av Munroe 1959. Callilitha boharti ingår i släktet Callilitha och familjen Crambidae. Inga underarter finns listade i Catalogue of Life.